# Sturmfrei
Sturmfrei ist eine deutsche Comedy-Serie für Kinder und Jugendliche der Autorin Tanja Sawitzki, die ab 2011 in Prag gedreht wurde und seit 2011 im Programm des KiKa zu sehen ist. Entwickelt wurde die Serie von Wolfgang Lünenschloß (Redaktionsleiter Unterhaltung) und dem Autor Sebastian Colley.

## Handlung
Die Serie handelt von Lea, deren Eltern ständig keine Zeit für sie haben. Daher wird sie zusammen mit ihrem Bruder Paul im Grunde von ihrem Onkel erzogen. Da dieser meist mit Paul rumalbert und Lea keine Ruhe findet, ist sie oft ziemlich genervt, schließlich hat sie selbst genug Probleme: Sie versucht in der Schule ihren Schwarm Finn zu beeindrucken, muss sich jedoch gleichzeitig mit der zickigen Kim rumschlagen. Dass Lea all dies übersteht, hat sie ihrer besten Freundin Nelli zu verdanken, sie ist immer für Lea da.

## Figuren
- Lea (Katharina Wolfert): Der nachdenklichen perfektionistisch veranlagten Schülerin wachsen die Pubertäts-Probleme über den Kopf. Ihr wird alles zu viel. Ihr Bruder nervt, auf den Onkel ist kein Verlass und dann hat auch noch ihr Schwarm Bandprobe in der Garage unter ihrer Wohnung. Da gibt es nur eine Lösung: Nelli!
- Nelli (Fanni Pantförder): Als beste Freundin von Lea ist Nelli immer dann zur Stelle, wenn Lea mal wieder eine persönliche Krise durchlebt. Sie behält immer einen kühlen Kopf und hat für Lea immer eine Lösung parat.
- Onkel (Bürger Lars Dietrich): Der Onkel zeigt sich häufig für die Erziehung von Lea und Paul zuständig, obwohl er eigentlich schon mit seinem Leben und Beruf stark beschäftigt ist. Ständig hat er einen neuen skurrilen Job und sorgt auch sonst meist für viel Chaos.
- Paul (Nick Julius Schuck): Für Lea ist er der nervigste Bruder der Welt.
- Finn (Lukas Sperber): Lea ist in ihn verliebt.
- Kim (Milena Tscharntke): Lea kann sie gar nicht leiden.
- Josha (Gregor Bauer): Lea ist ab Staffel 2 mit ihm zusammen.
- Lehrerin Frau Riedel (Daniela Preuß): Klassenlehrerin von Lea, Leas Onkel Lars ist in sie verliebt.

## Hintergrund
Die Serie wird seit dem 24. September 2011 auf KiKA ausgestrahlt. Die Hauptrolle spielt die Nachwuchsschauspielerin Katharina Wolfert. Die erste Staffel wurde im Sommer 2011 in Prag gedreht. Weitere Schauspieler waren Milena Tscharntke, Fanni Pantförder, Nick Julius Schuck, Bürger Lars Dietrich und Lukas Sperber.
Auffallend in der Serie ist die grafische Gestaltung, in vielen Szenen kommen künstlerische 2D- und 3D-Effekte zum Einsatz.
Seit der zweiten Staffel führt Regisseur Martin Busker Regie, der für seine Kinderfilme unter anderem mit dem Prix Jeunesse und dem Goldenen Spatz ausgezeichnet wurde.

## Episodenliste

### Staffel 1
| Episode (gesamt) | Episode (Staffel) | Titel                                           | Erstausstrahlung (KiKA) |
| 1                | 1                 | Das Horror Date                                 | 24. September 2011      |
| 2                | 2                 | Pickel-Panik                                    | 1. Oktober 2011         |
| 3                | 3                 | Ist es Liebe?                                   | 8. Oktober 2011         |
| 4                | 4                 | Erwachsenwerden für Dummies                     | 15. Oktober 2011        |
| 5                | 5                 | Handy Alarm                                     | 22. Oktober 2011        |
| 6                | 6                 | Sternzeichen Vollidiot                          | 29. Oktober 2011        |
| 7                | 7                 | Mein Traum-Beruf                                | 5. November 2011        |
| 8                | 8                 | Trendsetter                                     | 12. November 2011       |
| 9                | 9                 | Rote Karte!                                     | 19. November 2011       |
| 10               | 10                | Meine beste Feindin                             | 26. November 2011       |
| 11               | 11                | Das Schul-Talent                                | 3. Dezember 2011        |
| 12               | 12                | Schluss mit STURMFREI                           | 10. Dezember 2011       |
| 13               | 13                | Meine Familie, meine Freunde und der ganze Rest | 17. Dezember 2011       |

### Staffel 2
| Episode (gesamt) | Episode (Staffel) | Titel                                  | Erstausstrahlung (KiKA) |
| 14               | 1                 | Beziehungsstatus Single?               | 7. Dezember 2012        |
| 15               | 2                 | Lars in Love                           | 7. Dezember 2012        |
| 16               | 3                 | Nelli for President                    | 10. Dezember 2012       |
| 17               | 4                 | Ein Hündchen namens Chewie             | 10. Dezember 2012       |
| 18               | 5                 | Handy-Horror                           | 11. Dezember 2012       |
| 19               | 6                 | Schrecklich schöne Ferien              | 11. Dezember 2012       |
| 20               | 7                 | Der erste Kuss                         | 12. Dezember 2012       |
| 21               | 8                 | Der nervigste Bruder der Welt          | 12. Dezember 2012       |
| 22               | 9                 | Er ist ein Star – holt mich hier raus! | 13. Dezember 2012       |
| 23               | 10                | Die beste Party aller Zeiten           | 13. Dezember 2012       |
| 24               | 11                | Männer allein Zuhaus                   | 14. Dezember 2012       |
| 25               | 12                | Finn forever?                          | 14. Dezember 2012       |
| 26               | 13                | Sturmfrei – für Dich. – Das Making Of  | 17. Dezember 2012       |

### Staffel 3
| Episode (gesamt) | Episode (Staffel) | Titel                     | Erstausstrahlung (KiKA) |
| 27               | 1                 | Beautiful Smile           | 20. November 2013       |
| 28               | 2                 | Sängerin gesucht          | 20. November 2013       |
| 29               | 3                 | Die Überraschungsparty    | 21. November 2013       |
| 30               | 4                 | Ganz großes Kino!         | 21. November 2013       |
| 31               | 5                 | Ziemlich beste Feindinnen | 22. November 2013       |
| 32               | 6                 | Alles nur geträumt        | 22. November 2013       |
| 33               | 7                 | Erwischt!                 | 25. November 2013       |
| 34               | 8                 | Alles aus                 | 25. November 2013       |
| 35               | 9                 | Happy End?                | 26. November 2013       |